# Ибн Бутлан
Абу Анис аль-Мухтар бен аль-Хасан ибн Бутлан (араб. أبو أنيس المختار بن الحسن بن بطلان‎; род. ?, Багдад — ок. 1065, Антиохия) — христианско-несторианский врач и автор медицинского трактата Таквим ас-сихха (Tacuinum sanitatis) — «Календарь здоровья».

## Биография

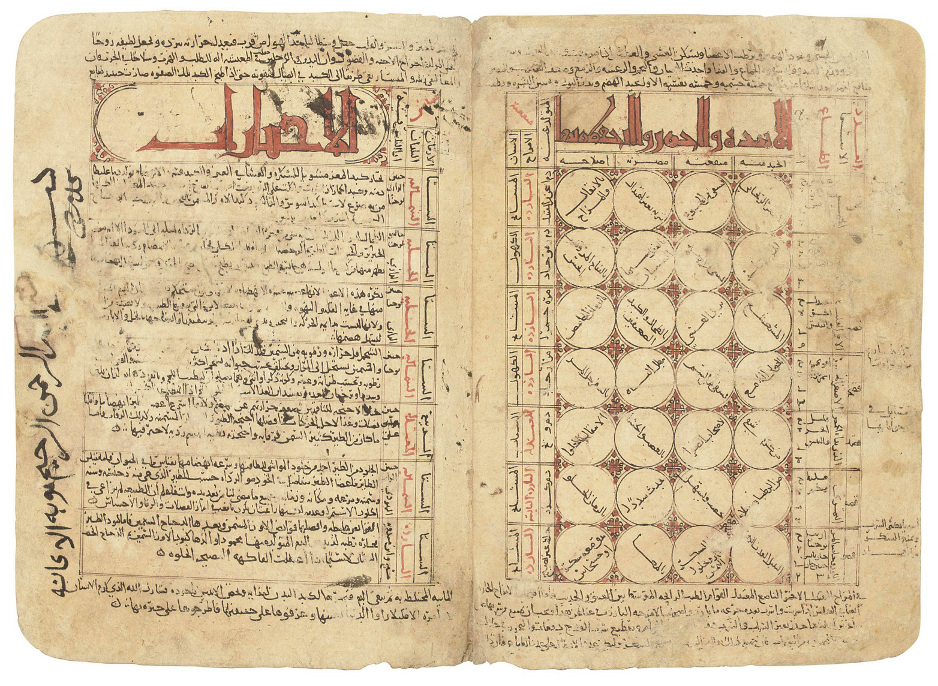
«Таквим ас-сиха» 1050 года

Ибн Бутлан учился у христианского монаха Ибн ат-Тайиба в Багдаде (ум. 1043), ставшего впоследствии пресвитером Ассирийской церкви Востока и секретарём патриарха Илии I. Бутлан состоял в полемической переписке с египетским врачом Али ибн Ридваном, искал его в Мосуле, Диярбакыре и Алеппо, лично побывал в Каире. Затем через Константинополь отправился в Антиохию, где стал монахом и написал Таквим ас-сихха (лат. Tacuinum sanitatis in medicina) и другие медицинские трактаты. Скончался Ибн Бутлан приблизительно в 1064 году.

## Влияние

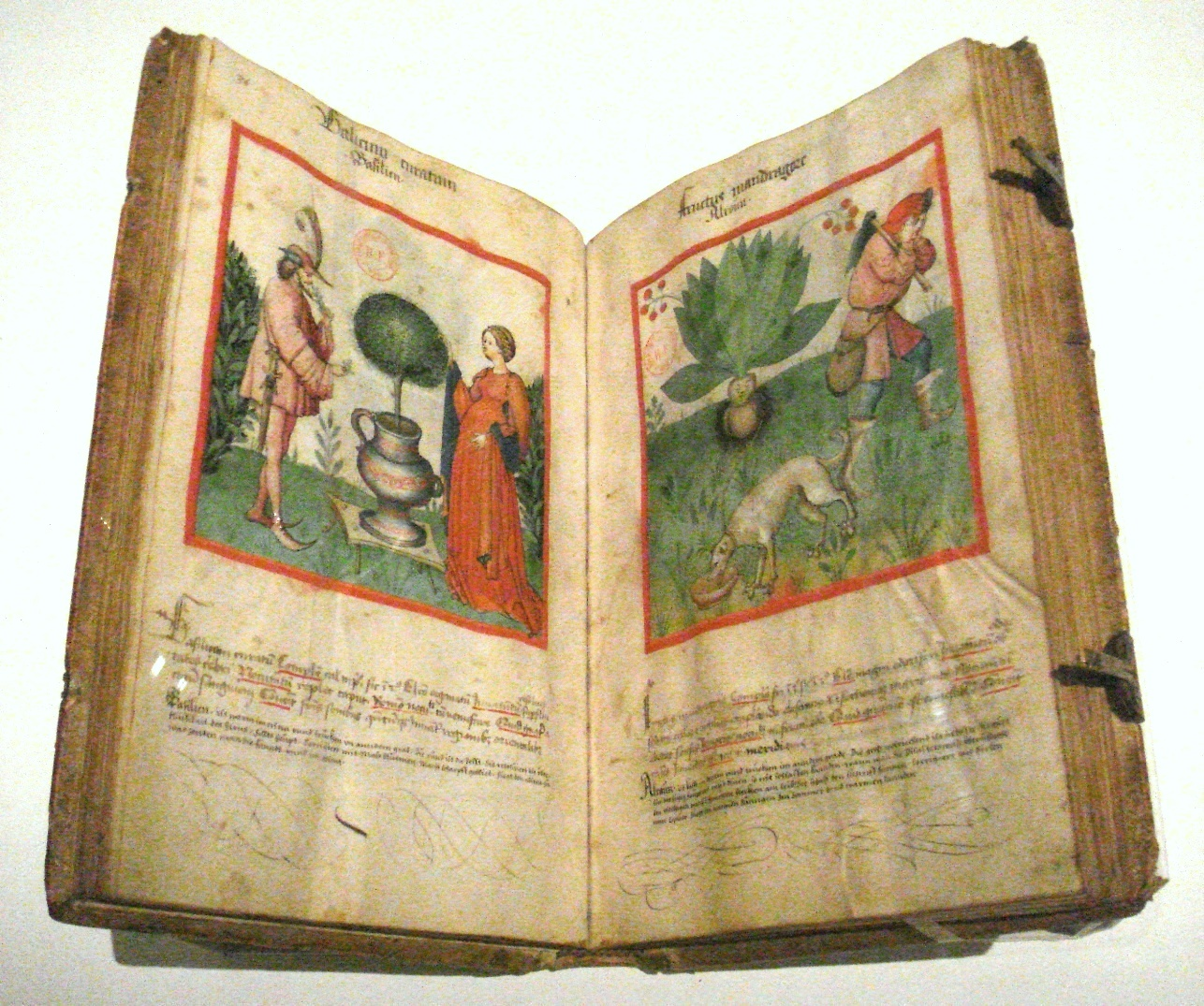
Tacuinum sanitatis Ибн Бутлана, Рейнланд, ок. 1450 год

Очевидно, врач стал известным в Алеппо, поскольку спустя более ста лет сирийский эмир Усама в своих автобиографических анекдотах упомянул Бутлана. Его основная работа Таквим ас-сихха переписана 9 раз на арабском языке, 17 раз — на латынь. Переводчик неизвестен, но заказчиком выступил король Сицилии Манфред (XIII век). Сегодня известны многочисленные сокращённые иллюстрированные версии, основанные на этом переводе.